# NGC 4650
NGC 4650 é uma galáxia espiral barrada (SB0-a) localizada na direcção da constelação de Centaurus. Possui uma declinação de -40° 43' 55" e uma ascensão recta de 12 horas, 44 minutos e 19,4 segundos.
A galáxia NGC 4650 foi descoberta em 26 de Junho de 1834 por John Herschel.